# Distrito de Corosha
El distrito de Corosha es uno de los doce distritos de la Provincia de Bongará, ubicada en el Departamento de Amazonas en el norte del Perú. Limita por el norte con el distrito de Yabrasbamba; por el este con el departamento de San Martín; por el sur con el distrito de Chisquilla y; por el oeste con los distritos de Jumbilla y Florida.
Jerárquicamente, dentro de la Iglesia Católica, pertenece a la Diócesis de Chachapoyas

## Historia
El distrito fue creado el 20 de julio de 1946 mediante Ley N.º 10632, en el gobierno del Presidente José Luis Bustamante y Rivero.

## Geografía
Abarca una extensión de 45,67 km² y tiene una población estimada mayor a 600 habitantes. 
Su capital es la villa de Corosha

## Autoridades

### Municipales
- 2023 - 2026
  - Alcalde: Ernesto Goñas Vela, de Sentimiento Amazonense Regional.
  - Regidores:

  1. Marily Pérez Tan (Sentimiento Amazonense Regional)
  2. Juan Héctor Hernández Hernández (Sentimiento Amazonense Regional)
  3. Jesly Salazar Valle (Sentimiento Amazonense Regional)
  4. Alexander Vásquez Miranda (Sentimiento Amazonense Regional)
  5. Celestina Ruiz Vásquez (Movimiento Independiente unidos al Campo)

### Religiosas
- Obispo de Chachapoyas: Monseñor Emiliano Antonio Cisneros Martínez, OAR. Agustinos recoletos.

## Festividades
- Junio: San Juan.